# Monolistra calopyge
Monolistra calopyge är en kräftdjursart som beskrevs av Boris Sket1982. Monolistra calopyge ingår i släktet Monolistra och familjen klotkräftor. IUCN kategoriserar arten globalt som sårbar. Inga underarter finns listade i Catalogue of Life.